# 菅清風
菅 清風（かん せいふう、1920年 -2019年10月 ）は、京都府北白川在住のガラスペン職人。
毎年、京都新聞社、読売新聞社、盲導犬協会等、各社の福祉チャリティーに作品を出品。また、文化人、著名人などへ作品を贈呈するなどの活動を続けている。2019年11月14日、孫である菅清流がFacebookのページで訃報を発表された。

## プロフィール
- 1920年 - 生誕。
- 1945年 - 終戦により第三三二海軍航空隊を除隊。
- 1973年 - 福岡の硬質ガラス加工職人、小川勝男に師事。
- 1989年 - 硬質ガラスでひょうたん型ぽっぺんを開発。
- 1996年 - ガラスペンを硬質ガラスにこだわって復刻。